# Первомайский сельсовет (Егорьевский район)
Первомайский сельсовет — муниципальное образование со статусом сельского поселения и административно-территориальное образование в Егорьевском районе Алтайского края России. Административный центр — село Первомайское.

## Население
| 1997  | 1998  | 1999  | 2000  | 2001  | 2002  |
| ----- | ----- | ----- | ----- | ----- | ----- |
| 1559  | ↗1578 | ↘1526 | ↗1545 | ↗1573 | ↘1483 |
| 2003  | 2004  | 2005  | 2006  | 2007  | 2008  |
| ↗1489 | ↗1502 | ↘1432 | ↘1356 | ↘1272 | ↘1190 |
| 2009  | 2010  | 2011  | 2012  | 2013  | 2014  |
| ↘1088 | ↗1104 | ↘1100 | ↘1050 | ↘1042 | ↘1018 |
| 2015  | 2016  | 2017  | 2018  | 2019  | 2020  |
| ↘995  | ↘967  | ↘944  | ↘915  | ↘901  | ↘879  |
| 2021  |       |       |       |       |       |
| ↘873  |       |       |       |       |       |

По результатам Всероссийской переписи населения 2010 года, численность населения муниципального образования составила 1104 человека, в том числе 497 мужчин и 607 женщин. Оценка Росстата на 1 января 2012 года — 1050 человек.

## Населённые пункты
В состав сельского поселения входит 3 населённых пункта:
- село Ивановка,
- посёлок Мирный,
- село Первомайское.